# Droog onweer

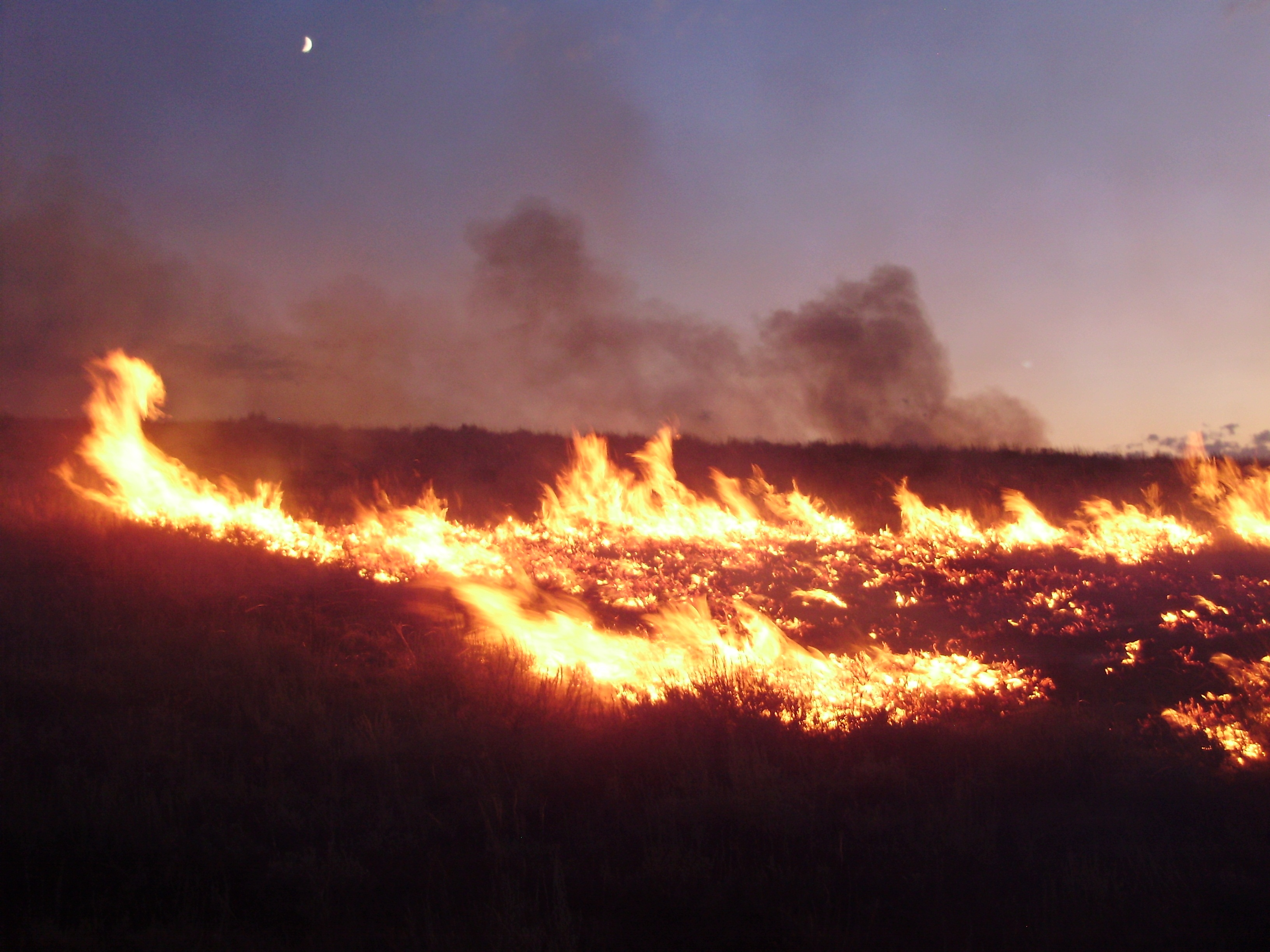
Natuurbrand in Nevada, veroorzaakt door de bliksem

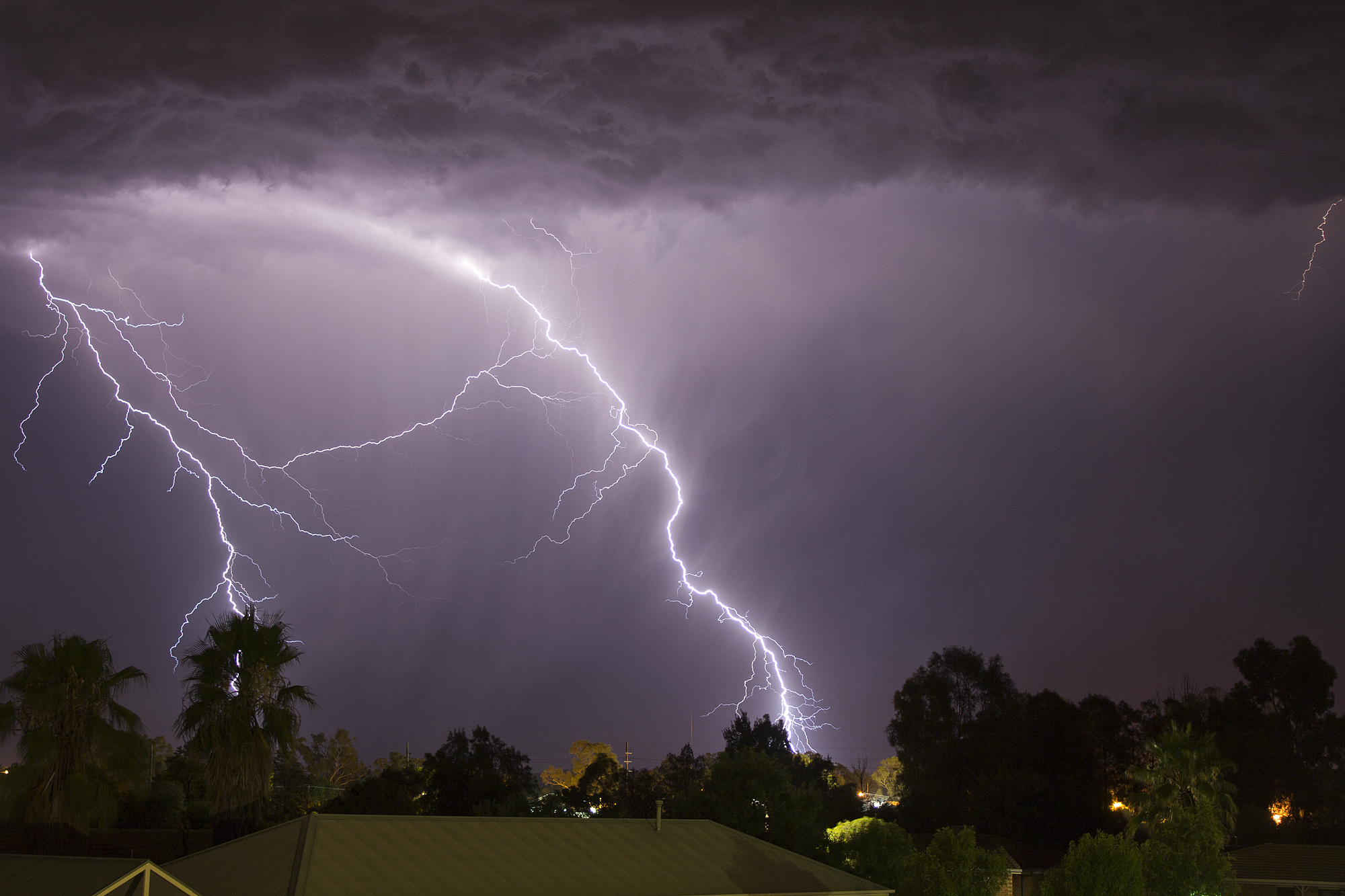
Blikseminslag tijdens een droog onweer, hier nabij Wagga Wagga, Australië

Een droog onweer is een onweersbui waarbij ofwel geen regen valt, of de regen volledig verdampt in de zeer droge luchtmassa tussen de basis van de cumulonimbus en de grond. 
Ontstaat een zichtbare kolom van neerdalende regen die de grond niet raakt, dan spreekt men van een virga.
Het risico op brand, vooral natuurbrand, is dan bijzonder groot, omdat het brandwerende effect van de regen uitblijft. Droge onweersbuien zouden grote natuurbranden hebben veroorzaakt of minstens bevorderd, zoals de bosbranden in Portugal 2017 en de natuurbranden in Australië 2019-2020. Dergelijke onweders zijn in het gematigd klimaat van West-Europa zeldzaam, maar komen vaak voor in woestijngebieden en droge streken zoals in het westen van de Verenigde Staten. 
Een wolk die ook droog onweer kan veroorzaken is flammagenitus, zoals de Cumulonimbus flammagenitus.